# Poreuomenini
Poreuomenini – plemię owadów prostoskrzydłych z rodziny pasikonikowatych i podrodziny długoskrzydlakowych. Rodzajem typowym jest Porenomena.

## Zasięg występowania
Przedstawiciele tego plemienia występują w Afryce Środkowej i Zachodniej. 

## Systematyka
Do Poreuomenini zaliczanych jest 19 gatunków zgrupowanych w 3 rodzajach:
- Cestromoecha
- Paraporeuomena
- Poreuomena